# Husův sbor (Litovel)
Husův sbor v Litovli je modlitebna Církve československé husitské nacházející se v Husově ulici, na západním břehu Uničovského rybníka, asi 200 m východně od náměstí Přemysla Otakara. Jde o nejmladší sakrální architektonickou památku ve městě, jejíž historie je úzce spojena s místním českým národním hnutím. Budova původně sloužila jako sokolovna a teprve ve 20. letech dvacátého století byla přestavěna pro církevní účely.

## Sokolovna

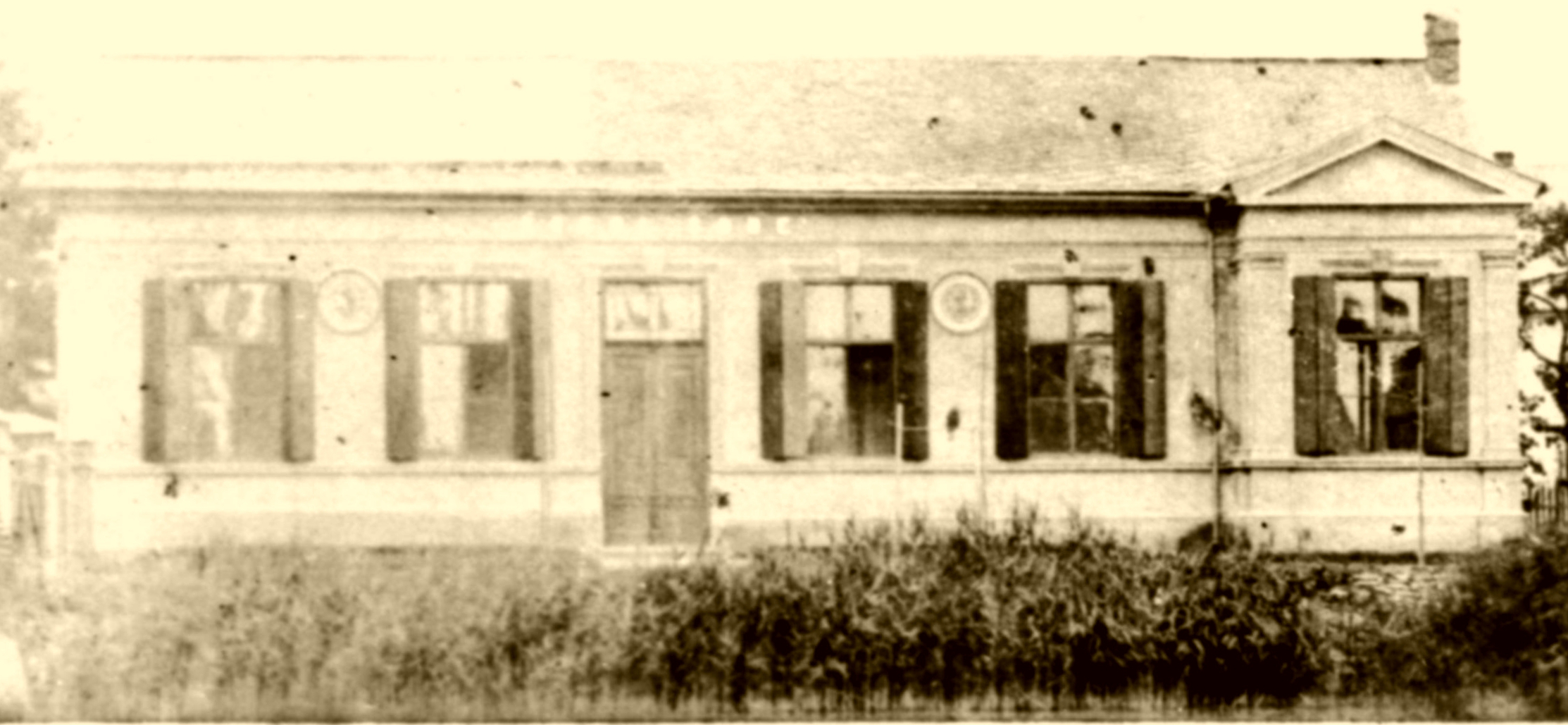
Sokolovna krátce po svém otevření

Od 80. let 19. století procházela Husova ulice velkým stavebním rozvojem. Budovu dnešního Husova sboru zde v blízkosti rybníka vystavěl roku 1892 pro své potřeby tělovýchovný spolek Sokol, a to podle návrhu stavitele Jana Kunčara. Její stavba se setkala s nevolí obecní rady, v níž zasedali měšťané německé národnosti, a proto se ji podařilo otevřít až 24.–25. června následujícího roku. Zpočátku to byla pouze přízemní budova, ovšem během následujících dalších 16 let byla postupně dostavována. Na její někdejší tělovýchovný účel dodnes upomínají především podlouhlá okna po stranách. Kromě toho sloužila též jako kulturní středisko a hrávalo se v ní také divadlo. Od roku 1898 v ní fungovala veřejná čítárna a mezi lety 1904 a 1920 veřejná knihovna.

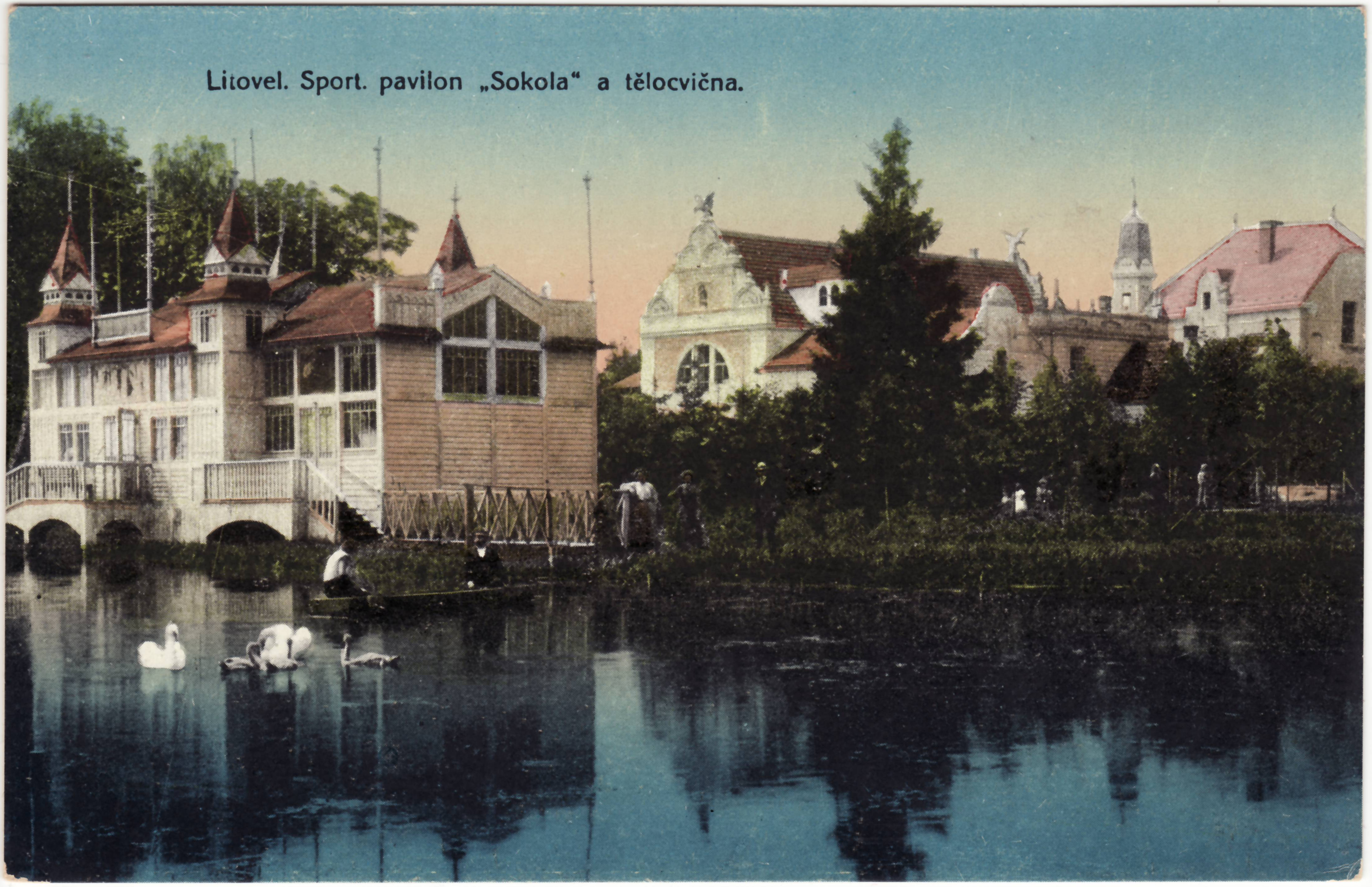
Uprostřed na pozadí dostavěná sokolovna. Vlevo na břehu rybníka dnes již neexistující pavilónek, který rovněž patřil Sokolu. Pohled od severozápadu.

Za první světové války sokolovna sloužila jako vojenský lazaret a během této doby byla silně devastována. Roku 1919 ji proto spolek prodal městu, které ji krátce nato roku 1922 prodalo nedávno založené Církvi československé husitské. Náboženská obec nové církve totiž v Litovli vedla spor o kostel svatého Marka a musela se provizorně scházet v prostorách hotelu Záložna. Ziskem bývalé sokolovny byl tedy její problém s prostorem pro bohoslužby vyřešen. Tělovýchovný spolek Sokol si pak později nedaleko odtud, v sousedství gymnázia (dnes Gymnázium Jana Opletala) v dnešní Opletalově ulici, postavil sokolovnu novou.

## Husův sbor

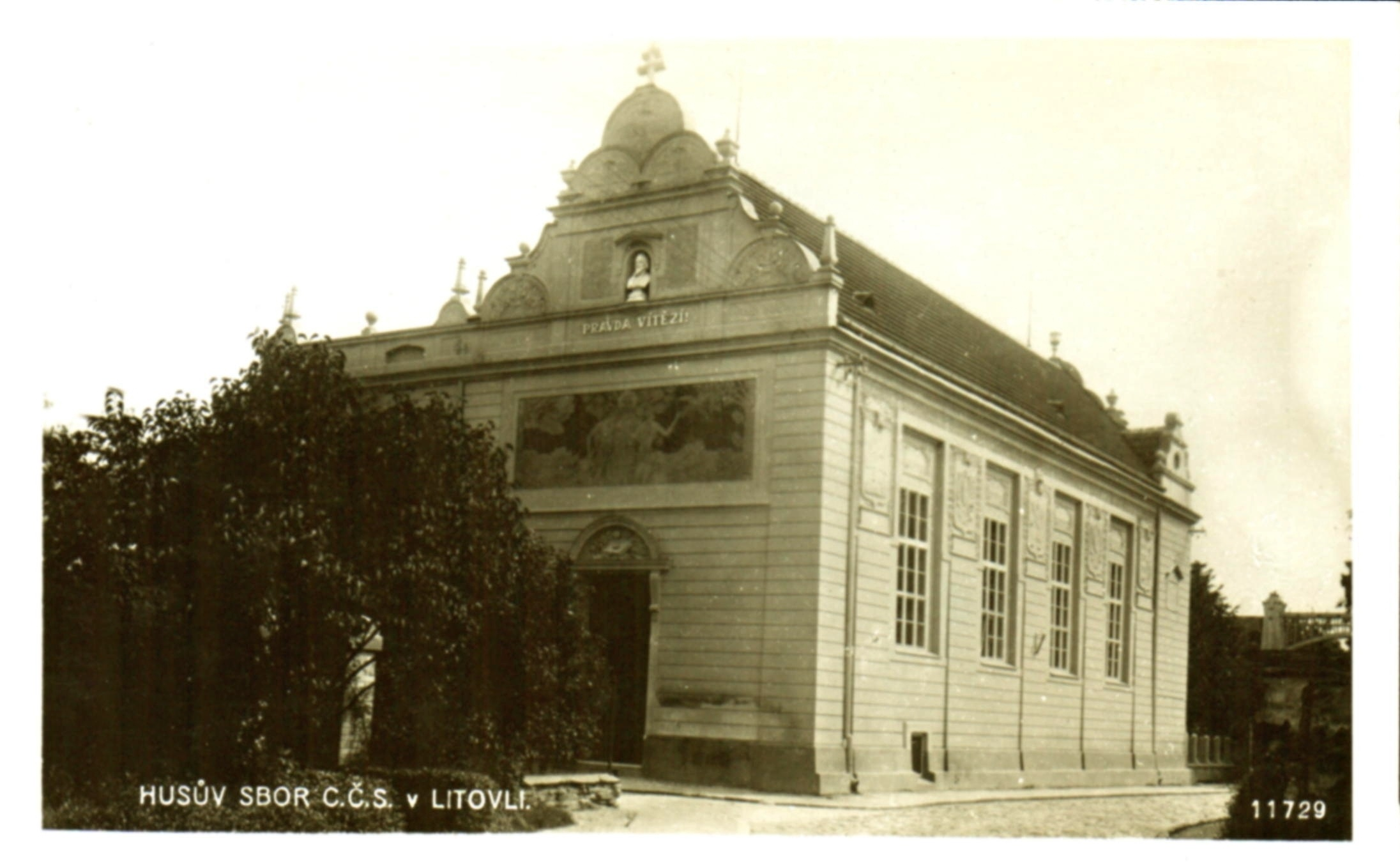
Budova po přestavbě na Husův sbor. Pohled od jihovýchodu.

Husitská církev musela zdevastovanou stavbu nejprve zprovoznit a upravit pro své potřeby. Rekonstrukce se protáhla a opravená budova bývalé sokolovny byla znovu slavnostně otevřena, tentokrát již jako Husův sbor, až 4. září 1927. Přestavba reflektovala nový účel budovy, na níž mimo jiné přibyla malá věž se zvonem. Akademický malíř František Doubrava z Litovle vytvořil nad hlavním vchodem rozměrné sgrafito. O něco výše pak byl umístěn výklenek s bustou Jana Husa s nápisem „Pravda vítězí“. Na střechu této strany budovy byl postaven dvojramenný kříž. Na opačnou (východní) stranu kostela byla umístěna busta Jana Amose Komenského s heslem „Osvětou ke svobodě“ a na vrchol štítu velký kalich, který nahradil symbol sokola s rozpjatými křídly.
Ve stroze zařízeném interiéru kostela se na vyvýšeném místě nachází dřevěný oltářní stůl s kazatelnou, nad nimiž je umístěn drátěný kalich, trnová koruna a kříž. Vzadu na zdi visí velký dřevěný kříž. Věřící při bohoslužbách sedí na židlích. Celému prostoru pak dominuje obraz Hus na hranici kostnické od místního malíře a učitele na litovelském gymnáziu Oldřicha Cihelky.
Zatím poslední stavební úpravy, hodnocené jako velmi necitlivé a poplatné své době, kostel postoupil na přelomu 70. a 80. let dvacátého století.
Jako farář zde působil mimo jiné též litovelský historik Josef Bezděčka.

### Přístupnost veřejnosti
Modlitebna je veřejnosti přístupna v době bohoslužeb, které se konají každou neděli. Kolumbárium je otevřeno každý den.